# Vitória da Conquista
Vitória da Conquista és una ciutat de l'estat brasiler de Bahia.